# Plerneuf
Plerneuf (tiếng Breton: Plerneg, Gallo: Plèrnoec) là một xã của tỉnh Côtes-d’Armor, thuộc vùng Bretagne, tây bắc Pháp.

## Dân số
Người dân ở Plerneuf được gọi là Plerneucois.